# Episodi di New Tricks - Nuove tracce per vecchie volpi (dodicesima stagione)
La dodicesima ed ultima stagione di New Tricks - Nuove tracce per vecchie volpi è composta da 10 episodi.
| nº | Titolo originale            | Titolo italiano | Prima TV UK    | Prima TV Italia |
| -- | --------------------------- | --------------- | -------------- | --------------- |
| 1  | Lost Man Standing: Part One |                 | 4 agosto 2015  |                 |
| 2  | Lost Man Standing: Part Two |                 | 11 agosto 2015 |                 |
| 3  | The Curate's Egg            |                 | 18 agosto 2015 |                 |
| 4  | Episode 4                   |                 |                |                 |
| 5  | Episode 5                   |                 |                |                 |
| 6  | Episode 6                   |                 |                |                 |
| 7  | Episode 7                   |                 |                |                 |
| 8  | Episode 8                   |                 |                |                 |
| 9  | Episode 9                   |                 |                |                 |
| 10 | Episode 10                  |                 |                |                 |